# 구글 크롬 실험실

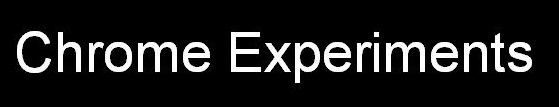
로고

구글 크롬 실험실(Google Chrome Experiments) 기능은 웹 브라우저 기반 실험, 대화형 프로그램 및 예술 프로젝트의 온라인 쇼룸이다. 2009년 3월 1일에 시작된 구글 크롬 실험실은 원래 자바스크립트의 한계와 구글 크롬 브라우저의 성능 및 능력을 테스트하기 위한 공식 구글 웹사이트이다. 프로젝트가 진행됨에 따라 자바스크립트, HTML5, WebGL, 캔버스, SVG, CSS 등과 같은 최신 오픈 소스 웹 기반 기술을 보여주고 실험하는 역할을 했다. 크롬 실험실의 모든 프로젝트는 사용자가 제출하고 오픈 소스 기술을 사용하여 만들어진다. 2015년 2월 24일 기준으로 1,000개의 서로 다른 크롬 프로젝트가 웹사이트에 게시되었다.

## 사용된 주요 기술
- 자바스크립트
- HTML5
- CSS
- WebGL
- HTML5 오디오

## 같이 보기
- GeoGuessr